# Carson Mansion
Carson Mansion je viktoriánský dům v Eureka v Kalifornii. Je výjimečnou stavbou architektonického stylu královny Anny ve Spojených státech. Dům je považován za jeden z nejgrandióznějších viktoriánských domů v Americe.

## Historie
Stavitelem domu byl William Coleman Carson (1825–1912), který přijel do San Francisca z Nového Brunšviku v Kanadě se skupinou dřevorubců v roce 1849. Poté se vydali do hor Trinity Mountains, aby se připojili k severní zlaté horečce. Na zimu se z hor uchýlili do zátoky Humboldt Bay, kde dodávali dřevo malé pile. Na jaře se skupina opět vrátila do hor a pokračovala v hledání zlata, dokud se nedoslechli, že v Humboldt Bay se staví velká pila. Proto odešli na jih, koupili voly a srpnu 1852 se vrátili do Humboldt Bay, kde Carson, již sám, začal již trvale podnikat se dřevem. V roce 1854 dodal první dodávku sekvojového dřeva do San Francisca.
V roce 1863 založil Carson a John Dolbeer společnost Dolbeer and Carson Lumber Company. O 18 let později v roce 1881, když společnost postupovala do obtížněji těžitelných oblastí, Dolbeer vynalezl parní naviják Steam Donkey Engine, který způsobil revoluci v odstraňování klád, zejména v těžko dostupných oblastech. Přibližně ve stejné době se Carson podílel na založení železnice Eel River and Eureka Railroad s Johnem Vancem. Než začal se stavbou svého sídla, Carson řekl: „Když to postavím špatně, řekli by, že jsem zatracený lakomec; když to postavím draze, řeknou, že jsem vejtaha; hádám, že to prostě postavím, aby mi to vyhovovalo.“ V roce 1884, před začátkem stavby velkého domu, společnost produkovala 35 000 kubíků řeziva ročně. Výnosy z těžby dřeva v kombinaci s dodatečnými investicemi do přepravy, připravily půdu pro neomezený stavební rozpočet a přístup ke zdrojům. 
Carsonovu společnost zakoupila Pacific Lumber Company v roce 1958. Po odprodeji zbývajícího rodinného majetku (včetně domu) Carsonovou rodina v roce 1950 oblast opustila.
Poté dům v roce 1950 zakoupili místní obchodníci za 35 tisíc dolarů. Vznikl v něm soukromý klub, který byl pojmenován podle divadla Carson's Ingomar Theather, které bylo pojmenováno podle Carsonovy oblíbené hry Ingomar the Barbarian.

## Architektura
Dům je směsicí všech hlavních stylů viktoriánské architektury, včetně: Hnutí Eastlake, Italianate, styl královny Anny (hlavní) a styl Stick. Jeden významný historik architektury popsal dům jako „baronský hrad v Redwoodu...“ a dále uvedl, že „Iluze vznešenosti domu je umocněna hrou s měřítkem, použitím fantazijních detailů a manipulací s hmotou jako samostatných svazků, zakončených živou střechou.“  Styl domu byl popsán jako „eklektický“ a „zvláštně americký.“
Na rozdíl od většiny ostatních domů pocházejících z tohoto období byl dům vždy udržován a je téměř ve stejném stavu jako když byl postaven. V květnu 1964 byl dům zařazen do Historic American Buildings Survey (HABS), což je jediný oficiální památkový seznam historických budov. Ačkoli si historický dům zaslouží zápis do Národního registru historických památek, majitel – Ingomar Club se rozhodl o něj nežádat. 
Jeho architekti/stavitelé byli Samuel Newsom a Joseph Cather Newsom z firmy Newsom a Newsom ze San Francisca (a později Los Angeles a Oaklandu). Z jejich mnoha realizovaných zakázek v Kalifornii zůstalo kromě Carson Mansion mnoho budov v původním stavu, včetně opery Napa Valley a hotelu San Dimas. Jeden viktoriánský dům ve stylu královny Anny, který navrhli v Eurece, pojmenovaný „Růžová dáma“, daroval William Carson svému synovi Miltonovi jako svatební dar v roce 1889.

## Přístup
Dům i přilehlé pozemky nejsou veřejně přístupné. V současnosti jej vlastní a provozuje soukromý klub Ingomar Club.

## Galerie

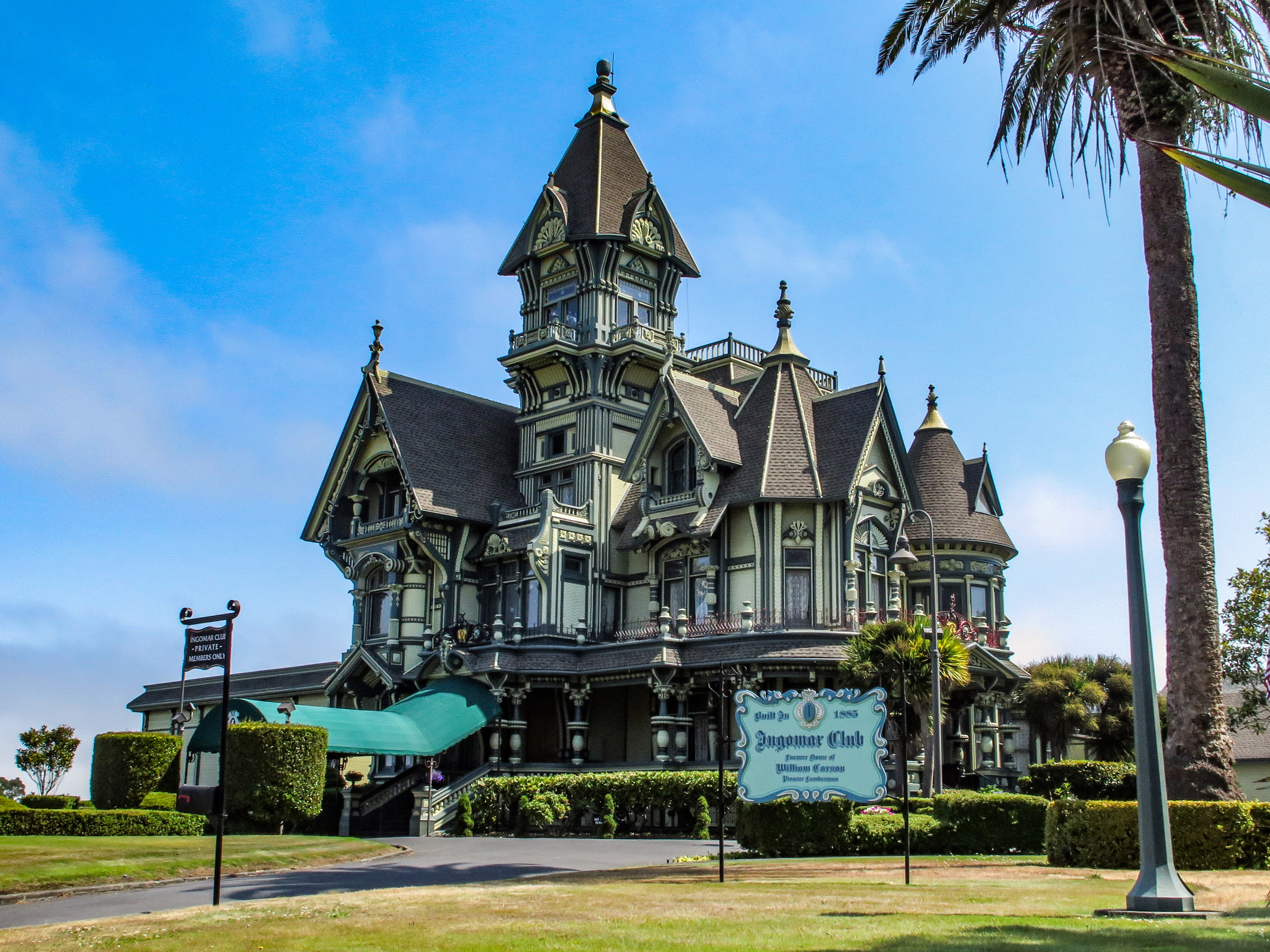
Carson Mansion
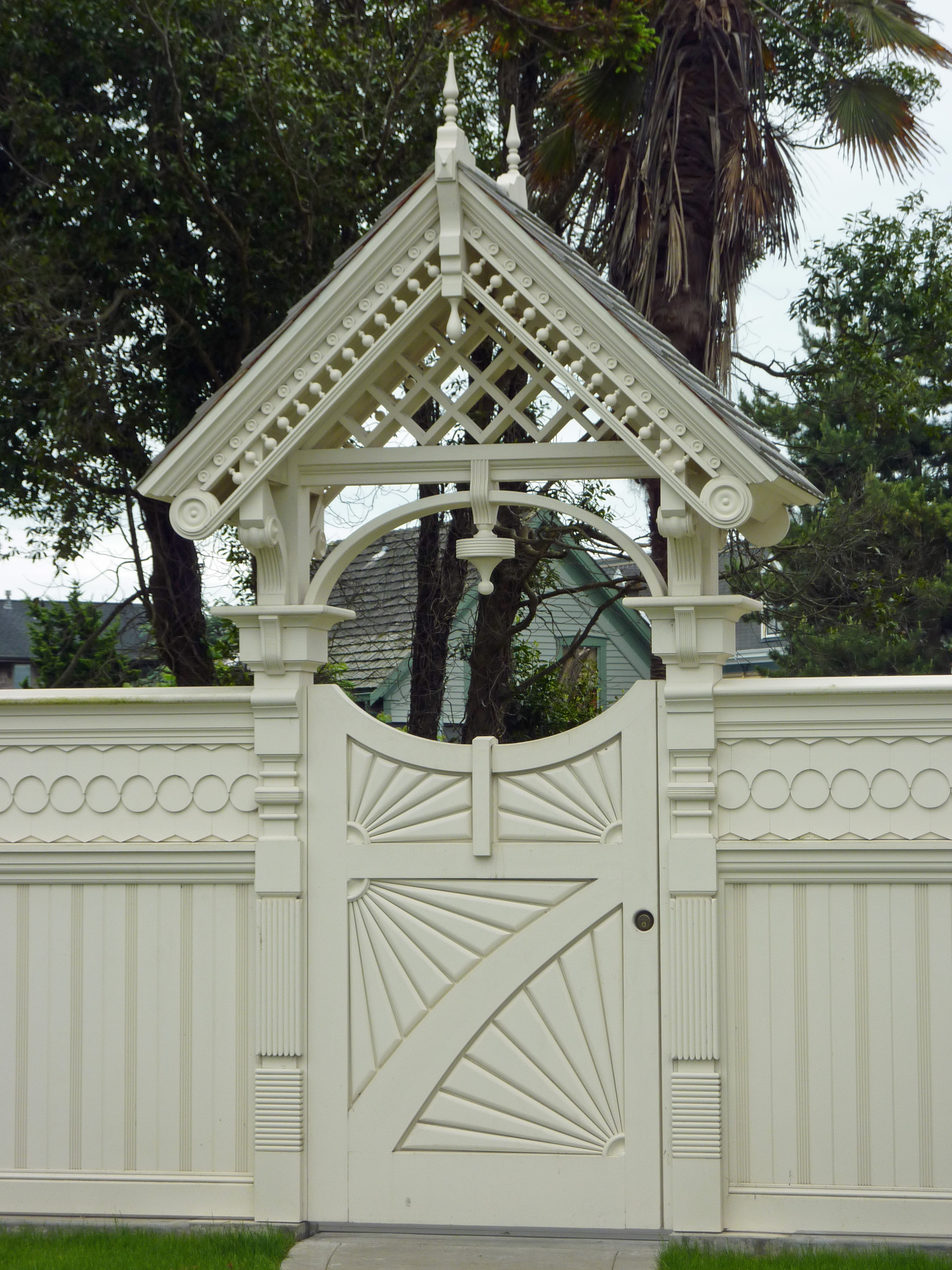
Zadní branka
Jižní vstup (1960)
Detail věže (1960)
Interiér – chodba ve 2. patře (1960)
Interiér – chodba ve 2. patře (1960)